# Lazarus
Lazarus — вільне середовище розробки програмного забезпечення для компілятора Free Pascal Compiler. Інтегроване середовище розробки надає можливість багатоплатформової розробки застосунків у Delphi-подібному оточенні.
Дозволяє відносно легко переносити Delphi-програми з графічним інтерфейсом у різні операційні системи: Linux, FreeBSD Mac OS X, Microsoft Windows.

## Функції
Заснований на бібліотеці візуальних компонентів Lazarus Component Library (LCL). В наш час[коли?] практично повністю підтримує віджети Win32, GTK1, GTK2, Carbon. Розробляються віджети Qt і WinCE.
- Підтримує перетворення проектів Delphi
- Реалізований базовий набір елементів керування
- Редактор форм і інспектор об'єктів максимально наближені до Delphi
- Вбудований налагоджувач
- Простий перехід для Delphi-програмістів завдяки близькості LCL до VCL
- Повністю юнікодний (UTF-8) інтерфейс і редактор, тому відсутні проблеми з портуванням коду, що містить національні символи
- Потужний редактор коду, що включає систему підказок, гіпертекстову навігацію по вихідних текстах, автозавершення коду і рефакторинг
- Форматування коду «з коробки», використовуючи механізми Jedi Code Format
- Підтримка двох стилів асемблера: Intel і AT&T (підтримуються на рівні компілятора)
- Підтримка багатьох типів синтаксису Pascal: Object Pascal, Turbo Pascal, Mac Pascal, Delphi (підтримуються з боку компілятора)
- Має власний формат керування пакунками
- Автозбирання самого себе (під нову бібліотеку віджетів) натисненням однієї кнопки
- Підтримувані для компіляції ОС: Linux, Microsoft Windows (Win32, Win64), Mac OS X, FreeBSD, WinCE, OS/2

## Недоліки
- Немає повної сумісності з Delphi (хоча на відміну від Delphi надає можливість створювати мультиплатформні застосунки)
- За стандартних налаштувань скомпільований файл має дуже великий розмір, тому що містить налагоджувальну інформацію. Насправді це не є недоліком, оскільки легко виправляється: досить вказати компілятору додатковий ключ -Xg (Використати зовнішній файл налагоджувальних символів) і -Xs (Вирізати символи з виконуваного файлу). Однак це може бути абсолютно не очевидним для програмістів-новачків, хоча ці налаштування доступні і в графічному інтерфейсі (Проєкт -> Параметри проєкту -> Параметри компілятора -> Зневадження) і, навіть у цьому випадку, виконуваний файл (принаймні, під Windows) помітно перевершує розміром згенерований Delphi, що значною мірою можна компенсувати пакувальниками. Для створення невеликих застосунків альтернативою Лазарус може служити MSE.
- Відсутність повноцінної документації. Хоча документація до самого компілятора доступна онлайн, або в PDF/HTML документах, а документація до Lazarus доступна у вигляді вікі-підручників, які можуть редагувати самі користувачі[3]
- Немає повноцінної підтримки COM (реалізована тільки підтримка методів), що не дивно, оскільки сфера інтересів розробників Lazarus лежить в галузі кросплатформного програмування, а не в галузі взаємодії з Windows-застосунками.
- Налагоджувач не дозволяє переглядати значення властивостей об'єктів під час налагодження, тільки змінних і полів об'єктів.

## Програмне забезпечення, розроблене в Lazarus
- Total Commander — популярний двопанельний файловий менеджер; 64-розрядна версія 8.0 компілюється за допомогою Lazarus x64.
- Double Commander — двопанельний файловий менеджер з відкритим вихідним кодом; працює під Linux та Microsoft Windows.
- easyMP3Gain — аудіоредактор для нормалізації гучності mp3-файлів.
- GLScene — графічний рушій; використовує бібліотеку OpenGL як прикладний програмний інтерфейс.
- Greengnome — вільне середовище робочого столу для Microsoft Windows (аналог робочого столу GNOME для Linux).
- PeaZip — вільний і безкоштовний кросплатформний портативний архіватор та графічна оболонка для інших архіваторів.
- Ubuntu Control Center — центр керування операційною системою Ubuntu.
- LazPaint — графічний редактор, подібний до PaintBrush чи Paint.NET.

## Ліцензія
Lazarus розповсюджується на умовах GNU General Public License, а значна частина бібліотек, зокрема LCL — на умовах м'якшої GNU Lesser General Public License.